# Hispano Aviación HA-1112
L'Hispano Aviación HA-1112 era un caccia monomotore ad ala bassa prodotto dall'azienda aeronautica spagnola Hispano Aviación negli anni cinquanta.
Sviluppato dal Messerschmitt Bf 109, progettato dall'ingegnere aeronautico tedesco Willy Messerschmitt negli anni trenta, ottenne un buon successo commerciale venendo adottato dall'Ejército del Aire, l'aeronautica militare della Spagna.
Grazie alla somiglianza con il suo predecessore ed alla cellula più recente è stato spesso utilizzato, dipinto con livrea Luftwaffe ed analogamente al bombardiere CASA 2.111, durante le riprese di film storici riguardanti la seconda guerra mondiale.

## Utilizzatori
Spagna
- Ejército del Aire